# Verfassungsgesetz von 1867
Das Verfassungsgesetz von 1867 (englisch Constitution Act, 1867, oftmals Canada Act, französisch Loi constitutionnelle de 1867, vormals bis 1982 British North America Act, 1867 bzw. Acte de l’Amérique du Nord britannique de 1867) ist das Gesetz, mit dem das Dominion von Kanada geschaffen wurde.

## Hintergrund
Das am 29. März 1867 vom britischen Parlament beschlossene und am 1. Juli desselben Jahres in Kraft getretene Gesetz bildet einen grundlegenden Teil der kanadischen Verfassung. Es enthält die Grundzüge des kanadischen Föderalismus ebenso wie des Staatsorganisationsrechts und wurde später durch weitere British North America Acts, besonders das Verfassungsgesetz von 1982, erweitert.
Das Gesetz schuf die kanadische Regierung, das Unterhaus und den Senat, das Justizsystem inklusive des Obersten Gerichtshofs und die Grundzüge der Steuergesetzgebung. Ebenso legte es implizit fest, dass Kanada ein zweisprachiger Staat würde. Beschlossen als British North America Act, erhielt es seinen heutigen offiziellen Namen Constitution Act durch das Verfassungsgesetz von 1982.
Das Gesetz vereinigte die britischen Kolonien New Brunswick und Nova Scotia mit der Provinz Kanada, bestehend aus Oberkanada (heute Ontario) und Niederkanada (heute Québec) zum Bundesstaat Dominion of Canada. Es legte fest, dass die Provinzen im Unterhaus proportional zur Bevölkerung vertreten sein sollten, während die Gleichberechtigung der Regionen dadurch festgeschrieben wurde, dass jede von ihnen 24 Sitze im Senat erhielt. Erster Premierminister Kanadas wurde John Macdonald, der als einer der Väter der Konföderation gilt. 
Artikel 133 erlaubte es sowohl dem Bundesparlament als auch dem Parlament von Québec zweisprachig zu verhandeln und zweisprachige Gesetze zu verabschieden. Nach der gängigen Interpretation bedeutet dies, dass beide Sprachen als gleichwertig behandelt werden müssen. Ebenso gilt dies für Gerichte auf Bundesebene und in der Provinz Québec.
Historischer Hintergrund der Gründung Kanadas waren die Spannungen zwischen dem britischen Nordamerika und den USA, die bereits zum Britisch-Amerikanischen Krieg von 1812 und zu den Rebellionen von 1837 geführt hatten. Die Vereinigung der Provinzen sollte deren Position stärken und sie gegenüber eventuellen US-amerikanischen Ansprüchen wehrhafter machen.